# Bottja
Bottja (ryska: Ботча) är ett vattendrag i Belarus.   Det ligger i voblasten Mahiljoŭs voblast, i den centrala delen av landet, 110 km sydost om huvudstaden Minsk.
I omgivningarna runt Bottja växer i huvudsak blandskog. Runt Bottja är det glesbefolkat, med 12 invånare per kvadratkilometer.